# 秦家镇 (眉山市)
秦家镇，是中华人民共和国四川省眉山市东坡区下辖的一个乡镇级行政单位。2019年12月，撤销盘鳌乡，将其所属行政区域划归秦家镇管辖。将秦家镇新四村、大同村、新星村所属行政区域划归万胜镇管辖，将秦家镇红丰村、马桥村、宋坪村、一里村所属行政区域划归多悦镇管辖。

## 行政区划
秦家镇下辖以下地区：
秦家社区、春光村、麻桥村、王沟村、火星村、新四村、古新村、新星村、红丰村、一里村、宋坪村、马桥村、大洪村、大同村和白堰村。
2019年12月调整后，秦家镇辖秦家社区、盘鳌社区、晋凤社区、春光村、麻桥村、王沟村、火星村、白堰村、古新村、大洪村、白庙村、大佛村、盘鳌村、郑湾村、弥陀村、张庙村、海螺村、周庙村所属行政区域。